# E*Cityruf

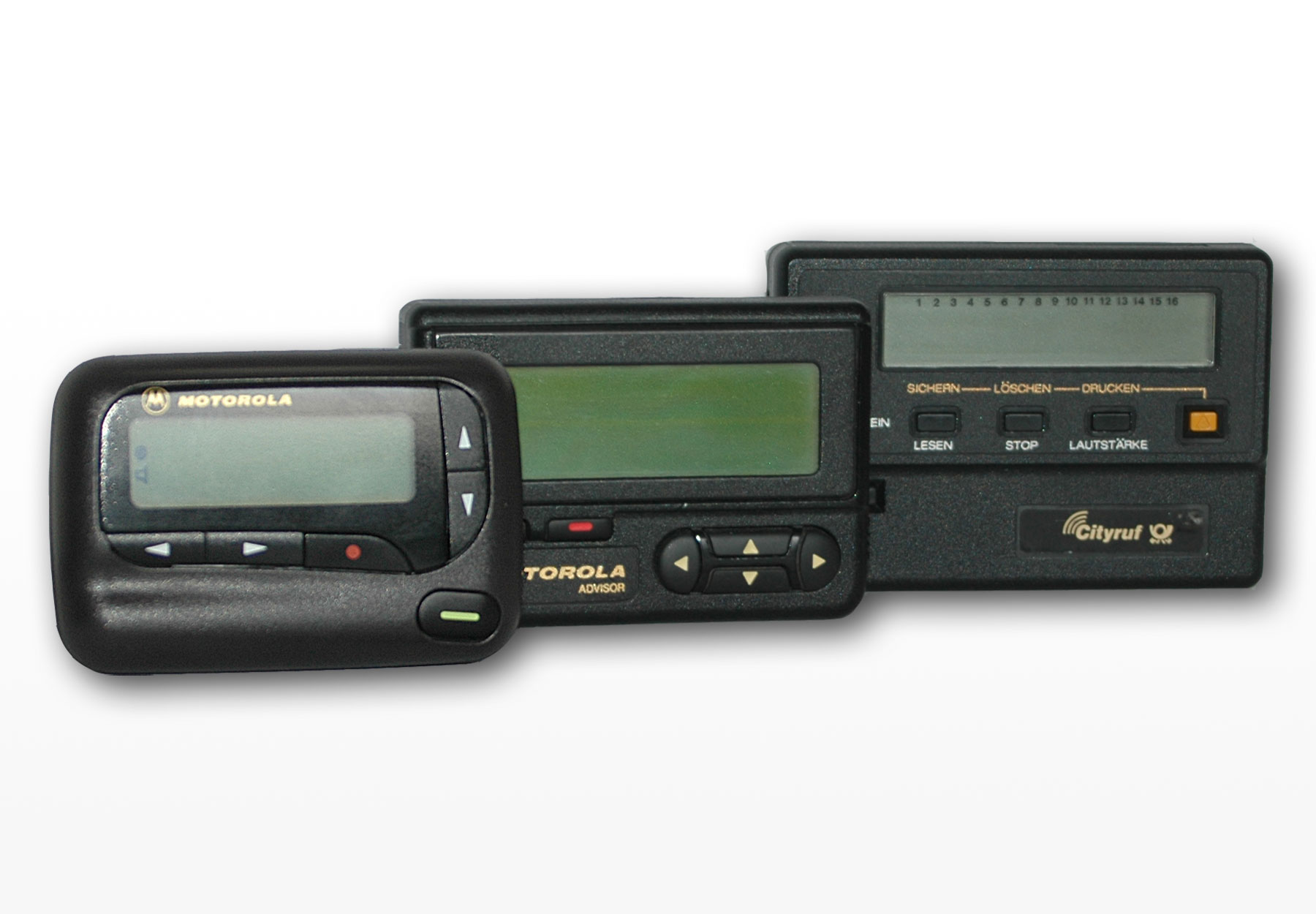
Verschiedene Funkmeldeempfänger für Cityruf

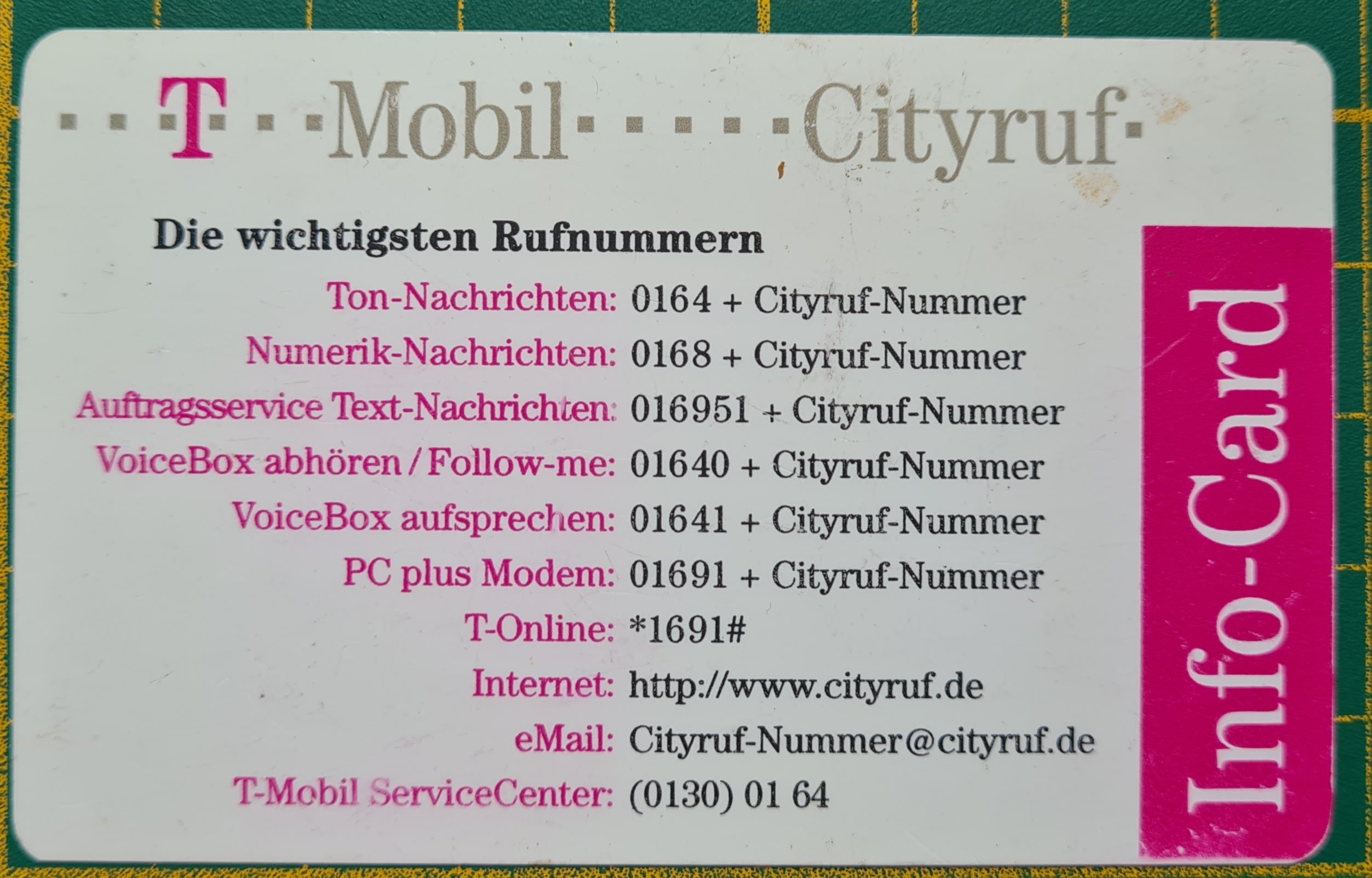
T-Mobil Cityruf Info-Card

e*Cityruf, früher Cityruf, ist ein seit März 1989 bis heute betriebener und deutschlandweit verfügbarer Funkrufdienst in Deutschland.

## Geschichte
Der öffentliche Cityruf-Probebetrieb wurde im November 1988 in Berlin und Frankfurt/Main aufgenommen, im März 1989 wurde Cityruf offiziell als Dienstleistung der Deutschen Bundespost TELEKOM eingeführt. Im Mai 1990 wurde er von der Deutschen Post in der Startregion Leipzig als einziger Funkrufdienst der DDR eingeführt, offensichtlich im Vorgriff auf die absehbare Wiedervereinigung. Es war auf dem Gebiet der Deutschen Post bis 1991 der Aufbau von 12 Rufzonen geplant, sowie weitere, die später zu noch größeren Funkzonen verbunden wurden. Zwischenzeitlich gehörte der Dienst der Deutschen Telekom.
Ende 1999 übernahm die Firma e*Message W.I.S. Deutschland GmbH, kurz e*Message, sämtliche Funkrufdienste von der DeTeMobil, darunter auch Skyper und Scall (beide inzwischen eingestellt).

## Technik
Die Übertragung akustischer, numerischer und alphanumerischer Nachrichten ist möglich.
Die Teilnehmernummern müssen dem Absender vom Empfänger mitgeteilt werden. Mitteilungen können über Internet (Web, E-Mail), Modem und – auf T-Mobile beschränkt – per SMS aufgegeben werden. Des Weiteren ist die Rufaussendung per Telefon möglich:
- Vorwahl 0164 und Teilnehmernummer – Tonsignal oder Rufnummer übermitteln
- Vorwahl 0168 und Teilnehmernummer – Numerische Nachricht per DTMF oder alphanumerische Nachricht mittels Tongeber (z. B. Telekom TipSend) übermitteln
- Vorwahl 016951 und Teilnehmernummer – Operatordienst

Funkrufe, die über ein Web-Interface oder per E-Mail abgesetzt werden, sind für die regionale Rufaussendung (Deutschland ist dazu in 16 Regionen unterteilt) limitiert auf 200 Nachrichten pro Tag. Dieses relativ hohe Kontingent macht den Dienst zum Zweck der E-Mail-Benachrichtigung attraktiv. Ein Benachrichtigungsdienst wird unter dem Namen mAirGate von einer Privatperson betrieben und zur kostenlosen Nutzung angeboten.
Für nationale Rufe, die immer im ganzen Sendegebiet ausgestrahlt werden, ist die Anzahl der Rufe auf verhältnismäßig wenige, nämlich 30 pro Tag, limitiert.
Beim Cityruf wird unidirektionale Kommunikation auf einer im Vergleich zu anderen Mobilfunknetzen (zum Beispiel: Mobilfunk in GSM-basierenden Netzen) niedrigeren Frequenz zwischen Sender und Empfänger eingesetzt (POCSAG). Dabei wird für die Übermittlung von nur regional gültigen Nachrichten das Versorgungsgebiet in Teilgebiete eingeteilt, in denen die jeweiligen Sender im Gleichwellenbetrieb benutzt werden. Angrenzende Teilgebiete werden durch ein Zeit-Multiplexverfahren voneinander getrennt.

## Vergleich mit anderen Benachrichtigungsarten
Vorteile von Cityruf:
- Die Netzversorgung ist durch die höhere Reichweite und höhere Durchdringung der genutzten Frequenz trotz einer geringeren Anzahl von Sendern meistens besser, so dass der Empfang meist auch in Gebäudekellern, Garagen und Fahrstühlen möglich ist.
- In Zeiten und Orten mit starker Belastung der Mobilfunknetze (zum Beispiel zu Neujahr oder Großveranstaltungen) ist das System überdies zuverlässiger, da es disziplinierter genutzt wird.
- Auch wenn Pager gemäß LuftEBV (wie fast alle elektronischen Geräte) in Flugzeugen während Start und Landung ausgeschaltet werden müssen, unterliegen sie als passive Empfänger oftmals nicht den Restriktionen für Mobiltelefone (Krankenhaus, Sendeanstalten, chemische Anlagen usw.).
- Cityruf-Empfänger können rein physikalisch nicht geortet werden und sind daher aus der Perspektive des Schutzes von Metadaten (Standort) zu bevorzugen.
- Cityruf-Nachrichten können, je nach Anforderung, sowohl örtlich begrenzt, als auch deutschlandweit ausgestrahlt werden.[5]

Nachteil von Cityruf:
- Der Empfang einer Nachricht kann von dem Empfänger nicht bestätigt werden. Somit können hinreichend schwere Empfangs-Fehler (beispielsweise zu schwacher Empfang oder Empfänger/Sender abgeschaltet/defekt) nicht korrigiert werden; anders ist dies zum Beispiel bei der Zustellung von Kurznachrichten (SMS).
- Die Übertragung erfolgt ohne jegliche Verschlüsselung und kann somit von jedem mitgehört werden. Daher ist die Übermittlung von persönlichen oder sensiblen Daten, wie Namen, Adressen, medizinischen Befunden oder Geschäftsgeheimnissen datenschutzrechtlich nicht möglich.[6]

## Kunden
Die Dienste werden daher vor allem von Personen benutzt, die einer ständigen Erreichbarkeit bedürfen, zum Beispiel Rettungsdienste, Krankenhauspersonal, Polizei, Feuerwehr, Katastrophenschutz, Winterdienste, Service- und Bereitschaftstechniker, zumal im Cityruf-Dienst dieselbe Nachricht gleichzeitig an bis zu 200 Empfänger übermittelt werden kann. Neue Anwendungsfelder eröffnen sich in der Logistik-Branche (Lkw-Zulaufsteuerung) und in der Dienstleistungsbranche (Warteschlangen-Management) für Patienten (medizinische Zentren, Arztpraxen) und Kunden (Einkaufszentren, Baumärkten, Autowerkstätten, Friseursalons etc.). Baden-Württembergs Schulen nutzen den Dienst für die Benachrichtigung von Lehrern bei Amokläufen.

## Sonstiges
Der Funknetzbetreiber e*Message befand sich bis November 2018 in einem Rechtsstreit vor dem Landgericht Braunschweig mit Apple. Das Unternehmen sah eine Verwechslungsgefahr mit dem Kurznachrichtendienst iMessage. E*Message nutzt seine Marke seit dem Jahr 2000, Apple brachte das Produkt iMessage 2011 auf den Markt. E*Message wollte erreichen, dass Apple den Namen iMessage nicht für professionelle Anwendungen verwendete. Am 21. November 2018 entschied das Landgericht Braunschweig, dass Apples Produkt iMessage keine Markenrechte an e*Message verletze. Es bestünde keine Verwechslungsgefahr, da die Tätigkeitsfelder beider Unternehmen unterschiedlich seien und auch unterschiedliche Zielgruppen hätten (Apples Kunden seien hauptsächlich Endverbraucher, während e*Message hauptsächlich von Feuerwehren oder Ärzten genutzt werde). Weiterhin stellte das Gericht fest, dass „eMessage“ gar nicht schutzfähig sei, da das „e“ lediglich für „elektronisch“ stehe und somit der Name nur den Geschäftsgegenstand beschreibe.